# Zetra-Eisbahn
Die Zetra-Eisbahn (bosnisch Klizalište Zetra) war eine Kunsteis-Freiluftbahn neben der Olympiahalle Juan Antonio Samaranch in der bosnischen Hauptstadt Sarajevo.

## Geschichte
Die Strecke wurde 1981 und 1982 erbaut und 1983 mit den Juniorenweltmeisterschaften eröffnet. Im Rahmen der Olympischen Winterspiele 1984 stellte Karin Enke auf der Bahn einen neuen Weltrekord über 1500 Meter auf. Ein Jahr und einen Tag später lief Andrea Schöne bei der Eisschnelllauf-Mehrkampfweltmeisterschaft 1985 über 5000 Metern erneut zu einem neuen Weltrekord. Sechs Jahre später wurde auf der Zetra-Eisbahn die Eisschnelllauf-Mehrkampfeuropameisterschaft 1991 ausgetragen und im Folgejahr wurde die Bahn nach dem Beginn des Bosnienkrieges geschlossen. Inzwischen wurde im Inneren der Bahn ein Fußballspielfeld errichtet.

## Weltrekorde
| Datum            | Disziplin | Athlet        | Zeit        |
| ---------------- | --------- | ------------- | ----------- |
| 9. Februar 1984  | 1500 m    | Karin Enke    | 2:03,42 min |
| 10. Februar 1985 | 5000 m    | Andrea Schöne | 7:32,82 min |

## Weblink
- Zetra Sarajevo auf speedskatingnews.info